# Quinsac (Dordogne)
Quinsac település Franciaországban, Dordogne megyében. Lakosainak száma 384 fő (2022. január 1.). Quinsac Saint-Front-la-Rivière, Villars, Champagnac-de-Belair, Saint-Pancrace, La Chapelle-Montmoreau és Sceau-Saint-Angel községekkel határos.

## Népesség
A település népességének változása:
| Lakosok száma | 391  | 450  | 421  | 384  | 388  | 375  | 362  | 377  | 385  | 384  |
|               | 1968 | 1982 | 1990 | 2006 | 2013 | 2015 | 2017 | 2019 | 2020 | 2022 |